# Eric Van de Vijver
Eric Van de Vijver (12 februari 1964) is een Belgische voormalige atleet, die gespecialiseerd was in het verspringen. Hij veroverde één Belgische titel.

## Biografie
Van de Vijver werd in 1986 Belgisch kampioen verspringen. Hij was aangesloten bij Olympia Berchem en SV Aartselaar.

## Belgische kampioenschappen
| Onderdeel   | Jaar |
| ----------- | ---- |
| verspringen | 1988 |

## Persoonlijke record
| Onderdeel   | Prestatie | Datum        | Plaats     |
| ----------- | --------- | ------------ | ---------- |
| verspringen | 7,79 m    | 30 juli 1986 | Willebroek |

## Palmares
verspringen
- 1988:  BK AC – 7,78 m
- 1989:  BK AC indoor – 7,32 m